# Wilczki (Więckowo)
Wilczki (niem. Wilzken) – część wsi Więckowo w Polsce, położona w województwie warmińsko-mazurskim, w powiecie nidzickim, w gminie Janowo. 
W latach 1975–1998 Wilczki administracyjnie należały do województwa olsztyńskiego.